# Gattyana pohaiensis
Gattyana pohaiensis är en ringmaskart som beskrevs av Uschakov och Wu 1959. Gattyana pohaiensis ingår i släktet Gattyana och familjen Polynoidae. Inga underarter finns listade i Catalogue of Life.